# Lawson Wood

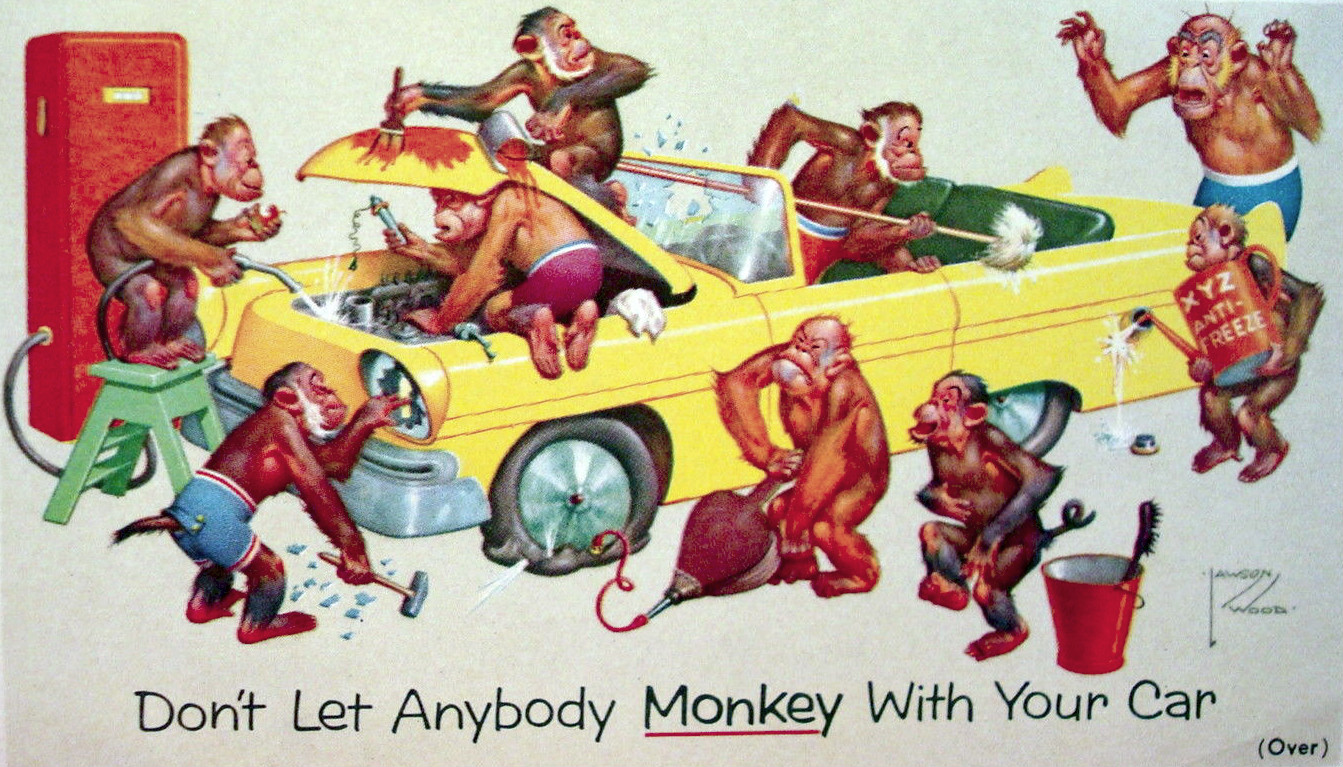
Een Lawson Wood advertentie voor Prestone Anti-Freeze.

Lawson Wood (Highgate, Londen, 23 augustus 1878 – Devon, 26 oktober 1957) was een Engels kunstschilder, tekenaar en ontwerper die bekendstaat om zijn humoristische afbeeldingen van holbewoners en dinosauriërs, politieagenten, en dieren, in het bijzonder een chimpansee genaamd Gran'pop. Lawson Wood was de zoon van de landschapsschilder Pinhorn Wood,  en de kleinzoon van de architectonische kunstenaar L.J. Wood. Hij studeerde aan de Slade School of Fine Art, Heatherley's School of Fine Art en Frank Calderon's School of Animal Painting.  
In 1896 was hij werkzaam bij tijdschriftuitgever C. Arthur Pearson Ltd. In 1902 trouwde hij met Charlotte Forge. Vanaf de leeftijd van 24 streefde hij naar een succesvolle freelance-carrière en kreeg  publicaties in The Graphic, The Strand Magazine, Punch, The Illustrated London News  en Boys Own Paper. Hij illustreerde een aantal boeken waaronder Louis Tracy 's The Invaders in 1901 voor Pearson. In Nederland is zijn werk vooral bekend door de voorplaten van het weekblad Panorama. 
In 1906 kreeg hij erkenning voor zijn humoristische stijl, vooral voor zijn afbeeldingen van stenentijdperkmensen en dinosaurussen. Zijn positie onder kunstenaars werd duidelijk gemaakt toen hij werd gekozen door de kunst-instructeur Percy V. Bradshaw om mee te werken aan The Art of the  Illustrator, een verzameling van twintig portefeuilles die zes fasen tonen van een enkel schilderij of tekening van twintig verschillende kunstenaars. 
Wood was een lid van de London Sketch Club en een goede vriend van het lid Tom Browne, wiens invloed duidelijk te zien in zijn werk. Hij werd verkozen tot lid van het Royal Institute of Painters in Watercolours en stelde werk tentoon bij Walker's Galleries, Brook Street Art Gallery en de Royal Academy.
Tijdens de Eerste Wereldoorlog diende Wood  als officier in het Kite Balloon Wing van het Royal Flying Corps en was verantwoordelijk voor het spotten van vliegtuigen door middel van een heteluchtballon. Het werk was gevaarlijk, en Wood werd gedecoreerd door de Fransen voor zijn actie bij Vimy Ridge.
Na de oorlog werden zijn afbeeldingen van dieren uitgegeven door Inter-Art en Valentine, en zijn vogel-, dier-, en mensontwerpen werden gereproduceerd in een serie van houten speelgoed bekend als "De Lawson Woodies '. In 1934, ontving hij een fellowship van de Royal Zoological Society voor zijn werk met dieren en zijn zorg over hun welzijn. De aap Gran'pop bracht Wood roem in het buitenland. Een animatiefilm was gepland rond Woods karakters en ontwerpen op Ub Iwerks studio's in Hollywood, maar door het uitbreken van de Tweede Wereldoorlog ging dit plan niet door.
Zijn boeken zijn onder andere The Bow-Wow Book (1912), Rummy Tales (1920), De Noo-Zoo Tales (1922), Jolly Rhymes (1926), Fun Fair (1931), The Old Nursery Rhymes (1933), The Bedtime Picture boek (1943), Meddlesome Monkeys (1946), Mischief Makers (1946). 
Wood was in zijn latere jaren een kluizenaar en woonde in een 15e-eeuws middeleeuws herenhuis, dat hij steen voor steen verplaatst had van Sussex naar de grens met Kent. Hij stierf in Devon op 26 oktober 1957 op de leeftijd van 79. 